# Нарвский округ
На́рвский о́круг — муниципальный округ, муниципальное образование в составе Кировского района Санкт-Петербурга.
Нарвский округ расположен на юго-западе Санкт-Петербурга. В своих нынешних границах он существует с 1997 года. В XVIII веке граница города проходила по реке Фонтанке, и вся местность за рекой именовалась Московской стороной, а начало дороги на Петергоф (в пределах пригородной столичной зоны она чаще именовалась Петергофской першпективной дорогой) пролегало по Лифляндскому (Рижскому) предместью. В течение всего XVIII столетия вдоль дороги возводились дворцы и дачи царских вельмож, окруженные рощами и садами. Некоторые дворцы на бывшем Петергофском шоссе, нынешнем проспекте Стачек, сохранились до наших дней.
Герб Муниципального образования «Нарвский округ» был утверждён постановлением муниципального совета от 07.12.2001 № 202.

## Население
| 2002    | 2010    | 2012    | 2013    | 2014    | 2015    | 2016    |
| ------- | ------- | ------- | ------- | ------- | ------- | ------- |
| 29 822  | ↗30 810 | ↗30 928 | ↘30 795 | ↗31 458 | ↗31 762 | ↗31 915 |
| 2017    | 2018    | 2019    | 2020    | 2021    | 2023    | 2025    |
| ↘31 720 | ↗31 733 | ↗31 755 | ↗31 854 | ↗33 840 | ↘33 630 | ↘33 237 |

## Газета
Газета «Нарвский округ» (свидетельство о регистрации: ПИ № 78-00529).

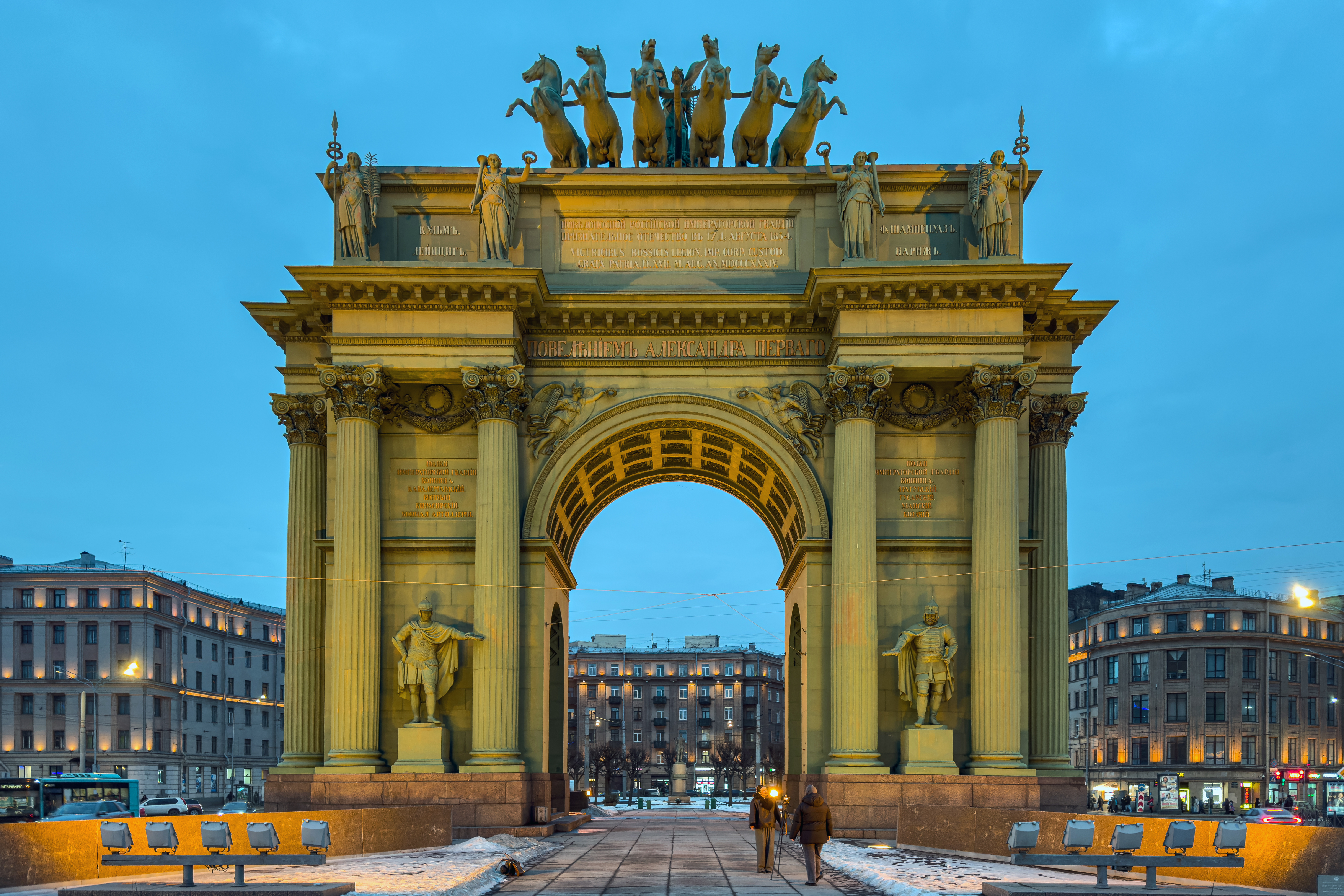
Нарвские триумфальные ворота